# Chấm dứt bệnh lao
Chấm dứt bệnh lao (thuật ngữ tiếng Anh: Tuberculosis elimination) là nỗ lực giảm số ca mắc bệnh lao (TB) xuống dưới 1 trường hợp trên 1 triệu dân, trái ngược với nỗ lực xóa sổ hoàn toàn một bệnh truyền nhiễm ở người trên toàn thế giới. Mục tiêu chấm dứt bệnh lao bị cản trở do thiếu test nhanh, các liệu trình điều trị ngắn hạn nhưng hiệu quả cũng như vắc-xin lao còn nhiều nhược điểm. WHO cũng như Liên minh phòng chống Lao toàn cầu (Stop TB) đã đề ra mục tiêu chấm dứt hoàn toàn bệnh lao vào năm 2050, đòi hỏi phải giảm 1000 lần tỷ lệ mắc bệnh lao. Tính đến năm 2017, bệnh lao vẫn chưa được chấm dứt khỏi bất kỳ quốc gia nào.

## Tính khả thi

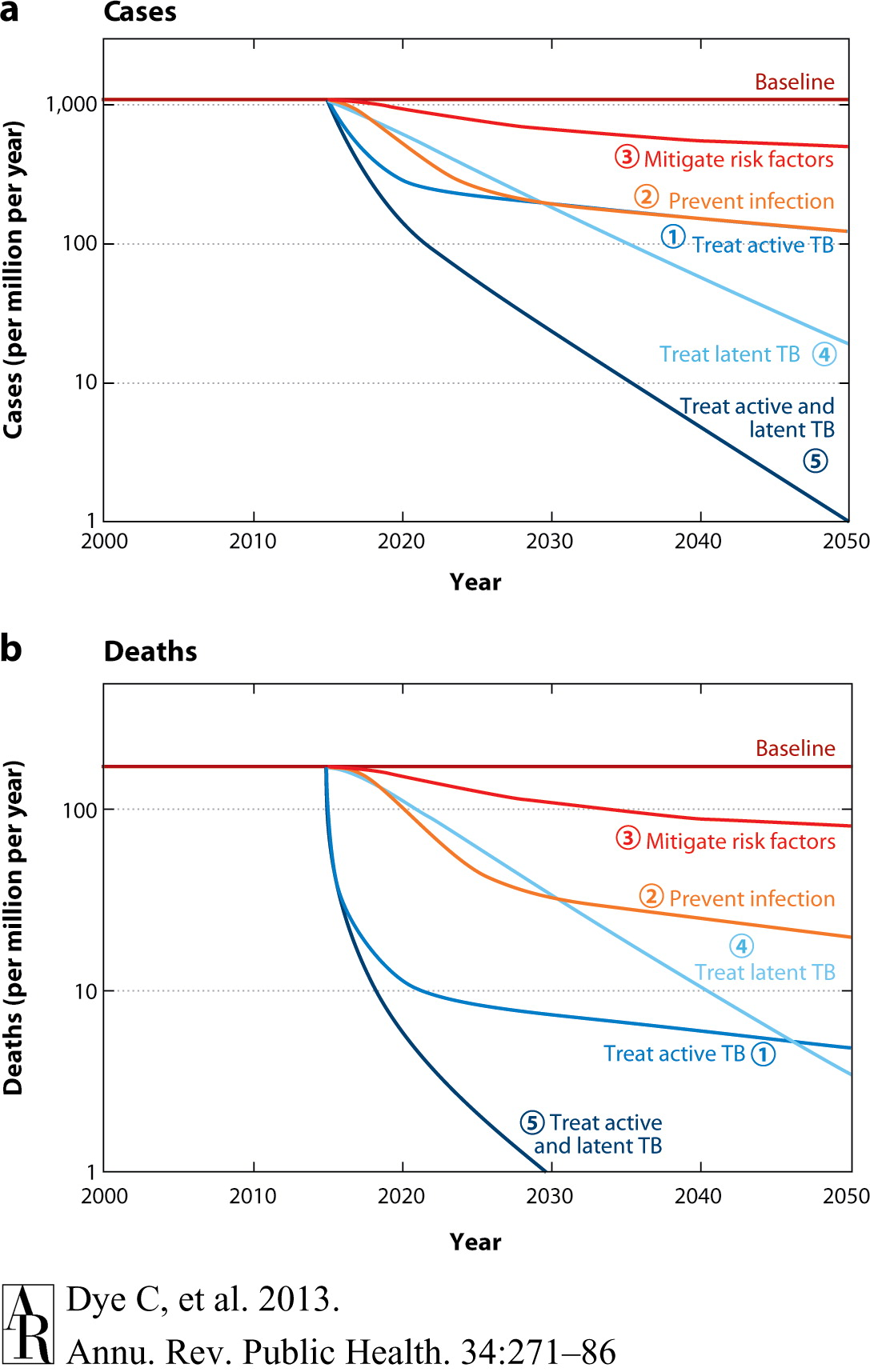
Việc kiểm soát và chấm dứt bệnh lao ở một quốc gia có gánh nặng bệnh lao có triển vọng cao, bắt đầu từ năm 2015

Bệnh lao đã là một căn bệnh có thể chữa khỏi kể từ những năm 1940 khi những loại thuốc đầu tiên có sẵn, mặc dù sự xuất hiện lao đa kháng thuốc và lao siêu kháng thuốc là thách thức ngày càng tăng. Theo một bài báo năm 2017 trên Tạp chí quốc tế về các bệnh truyền nhiễm, việc chấm dứt bệnh lao là khả thi nếu có đủ công nghệ, kinh phí và ý chí chính trị, tuy nhiên đặc điểm của căn bệnh này khiến cho chấm dứt bệnh lao là điều không hề dễ dàng. Cho đến nay, bệnh lao vẫn chưa được chấm dứt khỏi bất kỳ quốc gia nào. Theo European Respiratory Review, việc thanh toán bệnh lao khó có thể thực hiện được do thiếu vắc-xin hiệu quả và lượng lớn người nhiễm lao tiềm ẩn.
Theo một tổng quan năm 2013, việc chấm dứt bệnh lao không chỉ cần điều trị bệnh lao hoạt động mà còn cả các trường hợp lao tiềm ẩn. Việc chấm dứt bệnh lao trên toàn thế giới vào năm 2050 là không thể, mặc dù có thể giảm đáng kể số ca nhiễm và tử vong. Giải quyết nghèo đói là một yêu cầu tiếp theo để chấm dứt bệnh lao. Những người nghèo bị ảnh hưởng nhiều bởi bệnh lao vì căn bệnh này trở nên tồi tệ hơn do điều kiện thiếu nhà ở và suy dinh dưỡng, và nghèo đói có thể gây khó khăn cho việc điều trị. WHO đã ước tính rằng xóa đói giảm nghèo sẽ làm giảm 84% tỷ lệ mắc bệnh lao.

## Chiến lược chấm dứt

### Toàn cầu
Năm 2014, Tổ chức Y tế Thế giới đã đưa ra Chiến lược chấm dứt bệnh lao với mục tiêu giảm 95% số ca tử vong do bệnh lao và 90% tỷ lệ mắc bệnh trước năm 2035. Tính đến năm 2020, tình hình thế giới không đạt được những mục tiêu đã đề ra. WHO, cũng như Liên minh phòng chống Lao toàn cầu (Stop TB) hiện đang hướng tới mục tiêu chấm dứt hoàn toàn bệnh lao vào năm 2050, tức là giảm 1000 lần tỷ lệ mắc bệnh.

### Ấn Độ
Năm 2017, chính phủ Ấn Độ đã công bố ý định chấm dứt bệnh lao ở nước này vào năm 2025. Năm 2016, Ấn Độ có số ca mắc lao chiếm 27% và số ca tử vong chiếm 29% tổng số ca trên toàn thế giới, khiến đây trở thành quốc gia có gánh nặng bệnh tật cao nhất thế giới về bệnh lao và lao đa kháng thuốc.

### Việt Nam
Ngày 4 tháng 12 năm 2019, Thủ tướng Chính phủ đã ký quyết định thành lập Ủy ban quốc gia về chấm dứt bệnh lao. Ủy ban này có nhiệm vụ giúp Thủ tướng thực hiện các giải pháp chống bệnh lao nhằm chấm dứt bệnh lao tại Việt Nam vào năm 2030.

Năm 2020, Việt Nam báo cáo 172.000 ca mắc lao và đứng thứ 10 toàn cầu trong số các quốc gia có gánh nặng bệnh lao cao nhất. Mặc dù gánh nặng vẫn còn cao, tỷ lệ hiện mắc bệnh lao đã giảm hơn 35% kể từ năm 2007 và tỷ lệ tử vong do lao giảm 41% từ năm 2015 đến năm 2020.